# Des Magiers Wiederkehr

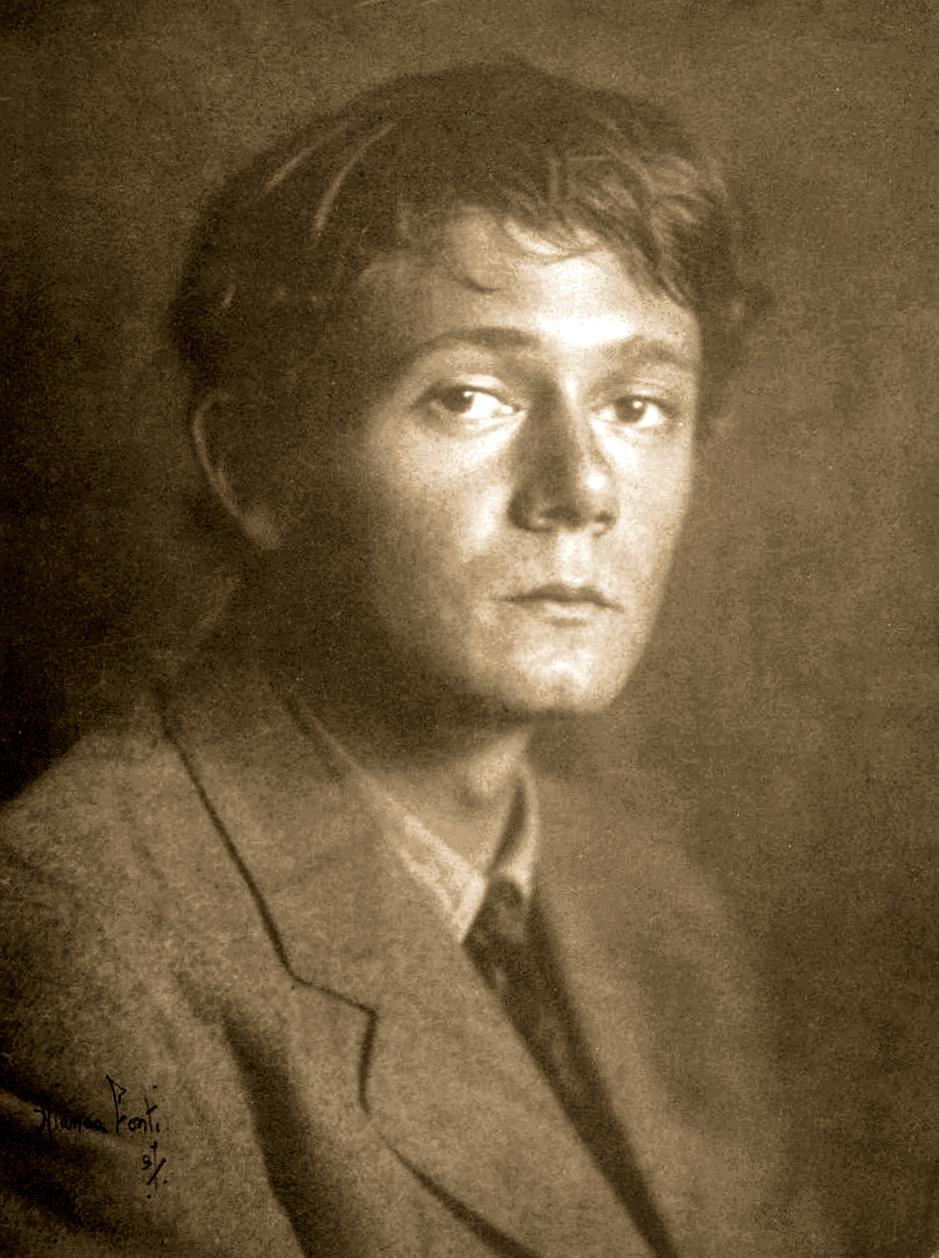
Clark Ashton Smith (1912)

Des Magiers Wiederkehr (englischer Originaltitel: The Return of the Sorcerer) ist der Titel einer phantastischen Horrorgeschichte des amerikanischen Schriftstellers Clark Ashton Smith, die er 1930 fertigstellte und im September 1931 in Strange Tales veröffentlichte, einem von Harry Bates herausgegebenen Pulp-Magazin. 1941 wurde sie in den ersten Sammelband Out of Space and Time des Verlages Arkham House aufgenommen.
1970 erschien sie in der von Friedrich Polakovics übersetzten Erzählungssammlung Saat aus dem Grabe, die 1982 in der Phantastischen Bibliothek des Suhrkamp Verlages nachgedruckt wurde.
Des Magiers Wiederkehr gehört zu den bekanntesten Geschichten Smiths, findet sich in einigen Anthologien und diente als Vorlage für eine Folge der Fernsehserie Night Gallery. Mit dem ominösen Necronomicon enthält sie Bezüge zum Cthulhu-Mythos seines Brieffreundes H. P. Lovecraft. Die Geschichte erzählt vom schrecklichen Ende eines Schwarzmagiers, der von den Überresten seines Opfers heimgesucht wird.

## Inhalt
Der arbeitsuchende Ich-Erzähler Ogden stellt sich bei John Carnby vor, für den er Teile des Necronomicons aus dem Arabischen ins Englische übersetzen soll. Carnby, ein schrulliger Privatgelehrter, wohnt in einem weitläufigen, efeuüberrankten Haus, dessen Atmosphäre ihn bereits am Tag seiner Vorstellung bedrückt. Obwohl ihn angesichts der Nervosität und „sprungbereiten Furcht“ des Mannes und der Dunkelheit der Bibliothek gewisse Zweifel beschleichen, akzeptiert er die Stelle und bezieht ein Zimmer im Obergeschoss, da er seinem Arbeitgeber ständig zur Verfügung stehen soll. Carnby reagiert erleichtert, belaste ihn doch die Einsamkeit, seit sein Bruder „eine lange Reise angetreten“ habe.
Am anderen Ende des Korridors liegt sein Arbeitszimmer, das mit Gerippen, einem an der Decke hängenden ausgestopften Krokodil, mit Destillierkolben, Weihrauchfässern, Kristallen, Totenschädeln und alten Folianten an das mittelalterliche Refugium eines Zauberers gemahnt. Die Bücher behandeln Gebiete der Dämonologie und schwarzen Magie, die Carnby viele Jahre studiert haben will, momentan aber bei einer bestimmten Frage nicht weiterkomme, weil Olaus Wormius einige Stellen des als verschollen geltenden Originals nicht korrekt ins Lateinische übersetzt habe.
Als Ogden das unheilvolle Werk des wahnsinnigen Arabers Abdul Alhazred im Beisein Carnbys öffnet, schlägt ihm Verwesungsgeruch entgegen, als hätte es lange in fauliger Friedhofserde gelegen. Auf Bitten seines aufgeregten Arbeitgebers übersetzt er einen Abschnitt, nach dem der Wille eines Magiers selbst nach dessen Tod Gewalt über die sterbliche Hülle habe, die belebt werden und das bei Lebzeiten nicht abgeschlossene Werk vollenden könne, um hernach in den früheren Zustand zurückzukehren. Ein mächtiger Wille könne auch einen zerstückelten Leichnam in Bewegung versetzen, gleich ob die Gliedmaßen einzeln oder in „zeitweiliger Vereinigung“ das Werk verrichten würden.
Carnby hängt an den Lippen des Übersetzers, der die Aussagen für blühenden Unfug hält, vom krankhaften Blick des Hörers allerdings so mitgenommen ist, dass er zusammenzuckt, als er ein seltsam schleifendes Geräusch im Flur vernimmt. In Carnbys Augen spiegelt sich blankes Entsetzen, das erst weicht, nachdem das Geräusch, das er auf Ratten zurückführt, in der Ferne verklungen ist.
Ein anderer Abschnitt erweist sich als exorzistische Beschwörungsformel, die zusammen mit allerlei dämonischen Namen gesprochen und mit dem Gebrauch bestimmter Spezereien verbunden werden muss, um wirken zu können. Angesprochen auf seine Furcht, erwähnt Carnby ein nervöses Leiden und erklärt die Faszination für das Böse, Okkulte und Übernatürliche mit wissenschaftlicher Neugier.
Als Ogden sich nach Mitternacht auf sein Zimmer zurückziehen will, hört er ein Geräusch und sieht auf dem Treppenabsatz des schwach beleuchteten Ganges ein monströses Etwas, das für eine Ratte zu bleich erscheint. Es springt vom Treppenabsatz auf die darunterliegende Stufe und kollert die Treppe hinab. Angsterfüllt verkriecht er sich in seinem Bett und sinkt in dumpfen Schlummer.
Am nächsten Morgen redet er sich ein, es wäre eine Ratte gewesen und verschweigt den Vorfall. Carnby zieht sich in sein Arbeitszimmer zurück, von wo aus gelegentlich feierlich-beschwörende, mit monotoner Stimme gelesene Formeln zu hören sind. Als Ogden, der zunehmend unter der giftigen Atmosphäre des Hauses leidet, nach langer Zeit zu ihm gerufen wird, ist die Luft von bläulichen Schwaden und einem durchdringenden Geruch erfüllt, als wären orientalische Kräuter in den Weihrauchfässern verbrannt worden, und auf dem Boden sind Teile eines magischen Kreises zu erkennen. Carnby wirkt gefasster und überreicht ihm einige Manuskripte, die er ins Reine tippen soll.

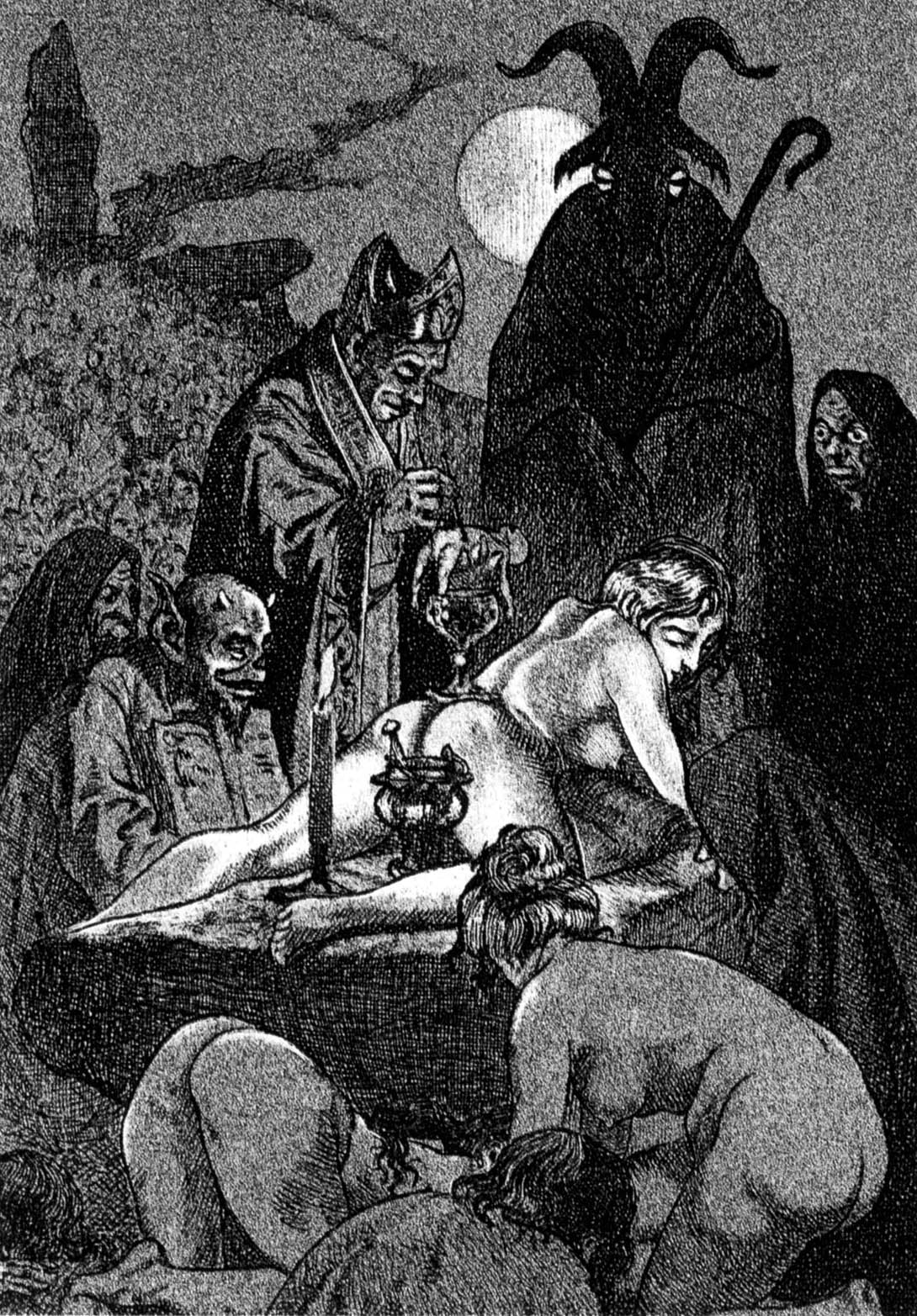
Schwarze Messe, Illustration von Martin van Maele aus dem Jahr 1911

Später im Arbeitszimmer schreckt sie erneut das unheimliche Geräusch vom Korridor auf, das näherkommt und bald so laut wird, als würde eine Horde von Ratten auf sie zukommen. Als etwas an die Türschwelle klopft und es im Wandschrank zu rumoren beginnt, sinkt Carnby kraftlos auf einem Stuhl zusammen. Ohne auf seine Warnungen zu hören, reißt Ogden die Tür auf und taumelt vor dem schockierenden Bild zurück. Auf dem Boden liegt eine abgetrennte Hand, die schon in Verwesung übergegangen ist und deren Nägel von Grabeserde verkrustet sind. Entsetzt sieht er, wie sie sich bewegt und auf ihren Fingern wie eine Krabbe über den Boden läuft.
Ihren Bewegungen folgend, gewahrt er einen Arm, einen Fuß, ja ein ganzes Gewimmel unzähliger Leichenteile, die in Richtung der Treppe zurückfluten.
„Er ist stärker als ich“, beginnt Carnby sein grausiges Geständnis, „sogar noch im Tod! […], da ich seinen Körper mit Skalpell und Knochensäge zerstückelt habe.“
Mit seinem Zwillingsbruder Helman war er in die Untiefen der schwarzen Magie vorgestoßen, hatte die Schwarze Messe gefeiert und dem Teufel gedient. Irgendwann spürte er, dass sein Bruder ihn überflügelte und höhere Gunst genoss bei den Mächten der Finsternis. Getrieben von Angst und Hass, tötete er ihn, vergrub die Leichenteile im Garten und verwahrte den Kopf im Schrank seines Arbeitszimmers. Seitdem half kein Zauberspruch gegen den Rachegeist seines Bruders, der so mächtig war, dass selbst die Beschwörungsformel des Necronomicons versagte. Anstatt seinen Mörder mit dem zusammengesetzten Körper zu töten, martern ihn die kriechenden Einzelteile, um ihn langsam in den Wahnsinn zu treiben.
Von Ekel und Grauen erfüllt, ignoriert Ogden das Flehens Carnbys und läuft durch den in Grabesstille versunkenen Korridor in sein Zimmer, um seine Sachen zu packen. Bald hört er polternde Schritte die Treppe emporkommen und an seiner Tür vorüberstapfen. Ein Krachen hallt durchs Haus, dem ein angsterfüllter Schrei folgt. Von einem fremden Willen getrieben, zieht es ihn an die Schwelle der zersplitterten Tür. Im Arbeitszimmer steht ein enthauptetes, schattenartiges Wesen, das eine Knochensäge hält und selbstversunken vor seinem blutigen Werk verharrt. Langsam zerfällt es und zerbricht in Einzelteile, die auf den Boden poltern. Fremdgesteuert betritt er den Raum und gewahrt ein Durcheinander frischer und bereits verwester Gliedmaßen. Daneben ruht ein abgetrennter Kopf, der mit boshaftem Frohlocken das blutige Gemenge betrachtet. Der magische Wille hebt sich empor und gibt Ogden frei, der in die Dunkelheit der Nacht entfliehen kann.

## Entstehung und Veröffentlichung
Am 16. November 1930 schrieb Smith seinem einflussreichen Brieffreund Lovecraft, dass ihm seit einiger Zeit viele schauerliche Einfälle zuflögen, aus denen man mit etwas literarischem Geschick grausige Geschichten konstruieren könne. In diesem Zusammenhang erwähnte er die Idee von einem „zerstückelten Leichnam, […] dessen Einzelteile“ der Mörder „an verschiedenen Stellen vergraben“ hat und später sieht, wie die Gliedmaßen in der Gegend herumkriechen, um den Kopf zu finden, den er in einem Schrank aufbewahrt.
In seinem Nachlass fand sich die Zusammenfassung für ein Werk, das den Titel „The Reunion“ tragen und zunächst noch ohne das übernatürliche Element der Magie auskommen sollte: Nachdem der Mörder die Teile des zerstückelten Opfers an mehreren Stellen vergraben hat, sieht er sie im Wahn „einzeln herumirren“ und glaubt, sie wollten sich vereinigen. Auf Anregung Lovecrafts integrierte er das Motiv der schwarzen Magie und bedankte sich, indem er das Necronomicon in seiner arabischen Urfassung einführte.

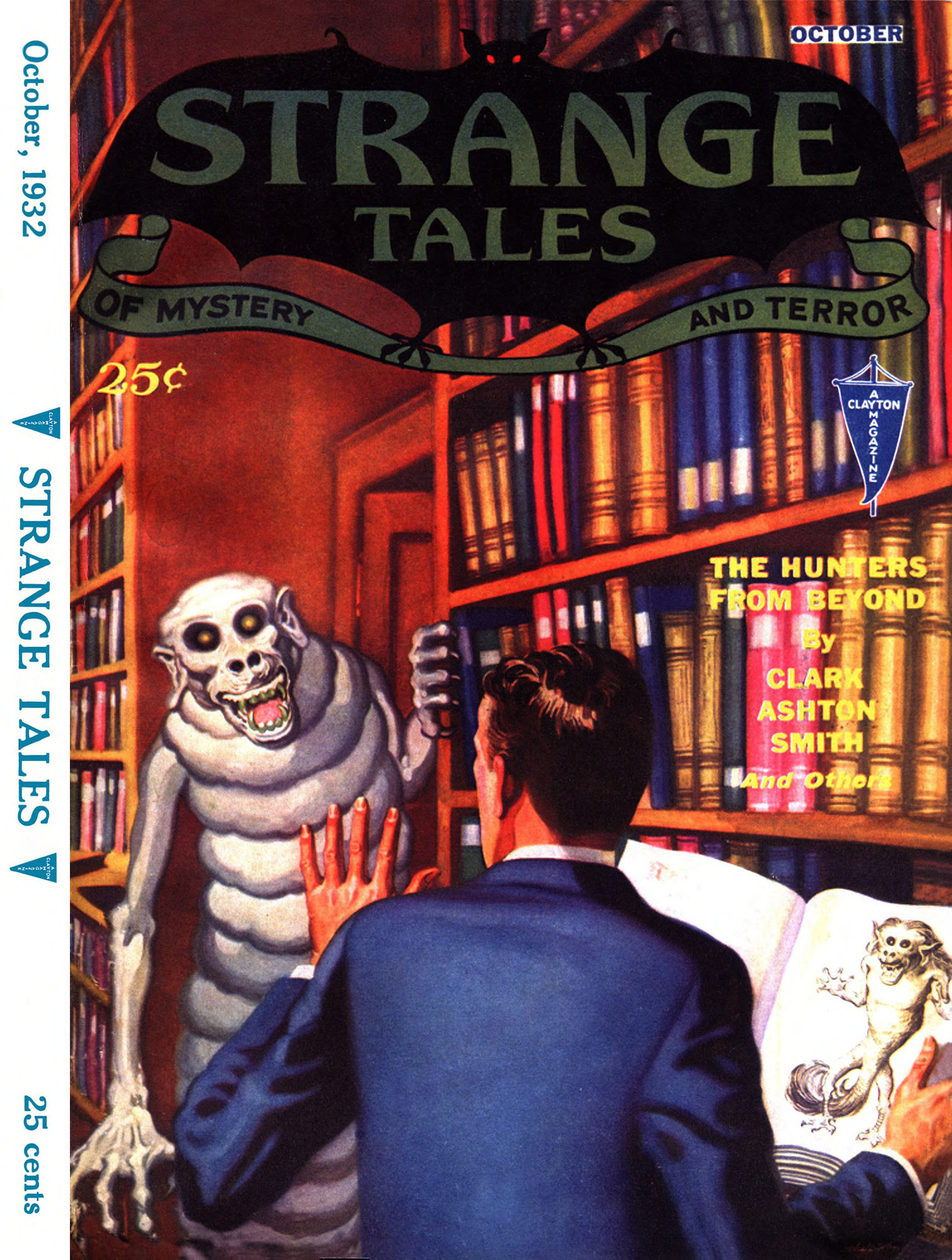
Strange Tales u. a. mit einer Kurzgeschichte von Smith

Seine Kurzgeschichte trug unterschiedliche Titel. Hatte er sie zunächst Dismembered („Zerstückelt“) und dann A Rendering from the Arabic („Eine Übersetzung aus dem Arabischen“) genannt, kam er schließlich auf The Return of Helman Carnby („Die Rückkehr des Helman Carnby“).
An Einschätzungen interessiert, sandte er einen am 4. Januar 1930 fertiggestellten Entwurf an einige Brieffreunde, überarbeitete den Text aber weiterhin. So gestand er Lovecraft, sich während der eiligen Niederschrift in einigen Details geirrt und falsche Ausdrücke verwendet zu haben. Sein Freund empfahl, das schreckliche Ende noch etwas zu verschleiern und „die blasphemische Anomalie“, die den Erzähler aus dem Haus treibt, eher „anzudeuten oder auf sie anzuspielen“.
Aus pekuniären Gründen wollte Smith seine Erzählung zunächst im Pulp-Magazin Ghost Stories veröffentlichen, zahlte man dort doch zwei Cent je Wort, was seine Zweifel an den Redaktionsprinzipien zurückdrängte. Er hatte dem Magazin bislang zwar nichts verkaufen können, aber immerhin motivierende Reaktionen erhalten.
In einem Brief an Derleth schrieb er, man könne dort keine Geschichten veröffentlichen, die mit subtiler Atmosphäre arbeiten, während ein drastischer, auf Suspense zielender Stoff höhere Erfolgschancen habe. Nachdem das Manuskript abgelehnt worden war, entschärfte Smith das Ende und versuchte es abermals. Erneut erhielt er eine Absage, die nun von einem „höchst amüsanten Brief des Redakteurs“ begleitet wurde. Reaktionen „professionelle(r) Leser“ würden beweisen, dass die Geschichte zu grauenvoll sei, Smith also in dieser Hinsicht gesündigt habe.
Farnsworth Wright nahm das Werk für Weird Tales ebenfalls nicht an und schrieb, dass viele Leser es widerlich finden würden. Nun versuchte es Smith bei Strange Tales und wählte den endgültigen Titel „The Return of the Sorcerer“, unter dem seine Horrorgeschichte von Harry Bates schließlich akzeptiert wurde.

## Hintergrund

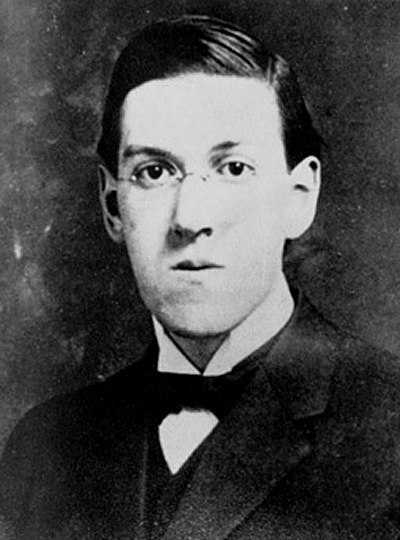
H. P. Lovecraft, Fotografie aus dem Jahre 1915

Clark Ashton Smith, der in vielen Erzählungen eine Nähe zur Dekadenzdichtung zeigt, wird neben Lovecraft und Robert E. Howard häufig zu den drei Musketieren von Weird Tales gerechnet, von einigen Liebhabern des Genres sogar höher eingeschätzt als Lovecraft selbst.
Smith und Lovecraft beeinflussten einander. So kreierte Smith das Book of Eibon in Anlehnung an das Necronomicon Lovecrafts, der Smiths Pendant für The Shadow Out of Time (Der Schatten aus der Zeit), Träume im Hexenhaus und Der leuchtende Trapezoeder übernahm. In diese seine letzte große Erzählung baute Lovecraft wiederum das Wesen Tsathoggua ein, das Smith in der den Hyperborea-Zyklus eröffnenden Geschichte The Tale of Satampra Zeiros eingeführt hatte.
Für Smith sollte Literatur vor allem die Phantasie anregen, um den Leser auf diese Weise über die Grenzen des Alltags zu heben. Diese Haltung erklärt sich für Steve Behrends auch mit seiner eher trostlosen und eremitischen Existenz, der er einzig über die Imagination zu entfliehen versuchte.
Des Magiers Wiederkehr kommt ohne ein „sagenhafte(s) Ambiente“ aus. Während seine der Fantasy nahestehenden Geschichten in anderen Zeitebenen und exotisch-imaginären Landschaften wie Averoigne oder Zothique, Hyperborea oder Atlantis angesiedelt sind, spielt die Handlung in der Gegenwart, was sie mit den Kurzgeschichten Genius Loci, Saat aus dem Grabe und Aforgomons Kette verbindet.

## Rezeption
Anfang der 1970er Jahre diente die Geschichte als Vorlage für eine Episode der Night Gallery mit Vincent Price in der Doppelrolle des John und Helman Carnby und Bill Bixby als Erzähler Ogden. Die zwischen 1969 und 1973 vom NBC ausgestrahlte Anthologie-Serie rückte Sujets wie Horror und Übernatürliches in den Mittelpunkt und griff mit Cool Air und Pickmans Modell auch auf Kurzgeschichten Lovecrafts zurück. Sie wurde von Rod Serling präsentiert, der sich bereits mit der Twilight Zone einen Namen gemacht hatte.
Der amerikanische Comiczeichner Richard Corben verarbeitete drei Kurzgeschichten Smiths; neben The Return of the Sorcerer ließ er sich auch von The Seed from the Sepulcher und The Vaults of Yoh-Vombis anregen, der ersten auf dem Mars spielenden Horrorgeschichte Smiths.
Für Steve Behrends ging Smith in seiner bekannten, eher melodramatischen Geschichte etwas ungeschickt vor, um eine geisterhafte Atmosphäre zu beschwören und übernahm an einigen Stellen Lovecrafts umstrittenen Stil. Mit dem frühen Hinweis aus dem Necronomicon, ein zerstückelter Magier könne von den Toten auferstehen, um sich zu rächen, gehe einiges an Spannung verloren. Während sich grausige Vorahnungen in The Tomb-Spawn, einer in Zothique spielenden Geschichte, integrieren ließen und stimmig seien, würden sie hier erzähltechnisch versagen.